# Brezza
In meteorologia la brezza è un vento debole locale, solitamente compreso fra i gradi 2 e 3 della Scala di Beaufort,  quindi con velocità comprese tra i 7 e i 20 km/h. Si verifica in presenza di un campo di alta pressione, con assenza di masse d'aria in transito nell'atmosfera, ed è classificato come vento periodico all'interno del ciclo diurno che la caratterizza, influenzato da mutamenti di pressione atmosferica innescati da differenze di temperatura.

## Descrizione

### Brezza di mare e di terra

Sopra: brezza di mare (diurna)
In basso: brezza di terra (notturna).

Movimento dell'aria lungo il fronte di brezza e formazione delle nubi.

La brezza marina è un vento diurno che spira nelle zone costiere dal mare verso terra. È causato dal minimo depressionario che si forma sopra la terraferma a causa del diverso calore specifico.
L'acqua ha un maggiore calore specifico rispetto al terreno, per cui si riscalda e si raffredda più lentamente rispetto al suolo che, invece, tende a cedere il calore all'aria con una maggiore velocità di scambio. Il terreno, quindi, di giorno si scalda, e riscalda l'aria che lo sovrasta e questa tende ad innalzarsi. Questo comporta un abbassamento della pressione al livello della superficie terrestre, di conseguenza l'aria che si trova sopra la superficie del mare, più fresca e in una zona a pressione maggiore si sposta quindi verso la debole depressione generatasi sopra la terraferma inducendo un vento debole.
Durante la notte la situazione si inverte. Il terreno si raffredda più velocemente del mare: la zona di bassa pressione si sviluppa quindi sopra l'acqua. Questa situazione genera un vento dalla terraferma verso il mare, detta brezza di terra.
Fenomeni analoghi possono avvenire anche in presenza di superfici lacustri.

### Brezza di monte e di valle
Nelle zone montuose la brezza si manifesta con modalità simili ma con cause differenti. In questo caso infatti, oltre che la temperatura, anche la conformazione del terreno concorre al formarsi del fenomeno. Al sorgere del sole solo le cime dei monti ricevono la luce, e con il passare della mattinata le pendici esposte al sole assorbono più calore dei fondovalle. L'aria calda risale dai fianchi dei monti verso le cime, e l'aria fredda del fondovalle sale per sostituirla. Si genera quindi un movimento d'aria dalla valle (basso) verso la montagna (alto). Nella notte la situazione si inverte, e le aree che prima erano calde ora cedono calore e l'aria fredda più pesante, per cause in parte convettive e in parte gravitazionali, scende verso il fondovalle.
La brezza di monte è quindi un vento catabatico, mentre la brezza di valle è un vento anabatico.